# Mosso (Piemont)
Mosso (piemontiul: Mòss) település Olaszországban, Piemont régióban, Biella megyében. Lakosainak száma 1485 fő (2018. január 1.). Mosso Trivero, Piatto, Bioglio, Campiglia Cervo, Vallanzengo, Veglio, Quittengo és Valle Mosso községekkel határos.

## Népesség
A település lakossága az elmúlt években az alábbi módon változott:

| 2017 | 1 492 |
| 2018 | 1 485 |